# ورقة 50 جنيه إسترليني بنك اسكتلندا
ورقة 50 جنيه إسترليني بنك اسكتلندا هي ثاني أكبر فئة من الأوراق النقدية التي يصدرها بنك اسكتلندا. ورقة البوليمر الحالية أصدرت في عام 2021 على وجه الورقة صورة والتر سكوت، على الظهر عجلة فالكيرك وكيلبيز.

## التاريخ
بدأ البنك الملكي الاسكتلندي بإصدر ورقة 100 جنيه إسترليني في عام 1695 في نفس العام الذي أسس فيه البنك. كانت الأوراق النقدية المبكرة أحادية اللون وتُطبع على جانب واحد فقط. نظم قانون الأوراق النقدية (اسكتلندا) لعام 1845 إصدار البنوك الاسكتلندية الأوراق النقدية حتى استبدل بقانون البنوك لعام 2009. الأوراق النقدية الاسكتلندية هي عملة قانونية مقبولة بشكل عام في جميع أنحاء المملكة المتحدة. وهي أصلية كما الأوراق النقدية التي يصدرها بنك إنجلترا. ورقة 50 جنيه إستراليني هي حاليًا ثاني أكبر فئة من الأوراق النقدية الصادرة عن بنك اسكتلندا.
أصدرت سلسلة الذكرى المئوية الثالثة في عام 1995 وسميت بذلك نسبة إلى الذكرى الثلاثمائة لتأسيس البنك، على وجه كل أوراق السلسلة والتر سكوت. على ظهر ورقة 100 جنيه إسترليني صورة مبنى المقر الرئيسي للبنك وتمثيل لقطاع السياحة في اسكتلندا وثلاث دوائر على اليمين هم رمز بنك الكتان البريطاني (الذي اندمج مع بنك اسكتلندا في عام 1971)، وصليب ذهبي (جزء من شعار البنك) والسفينة (رمز بنك الاتحاد الاسكتلندي الذي اندمج مع بنك اسكتلندا في عام 1955.
أصدرت سلسلة الجسور في عام 2007، تغيير تصميم الظهر حيث أضيفت عجلة فالكيرك. حدث النص إلى أسلوب أكثر حداثة وكبر حجم الأرقام لتساعد ضعاف البصر. أصدرت ورقة 50 جنيه إسترليني بوليمر في 1 يوليو 2021 تغير لون الورقة من الأخضر إلى الأحمر وأضيف إلى الظهر عجلة فالكيرك وكيلبيز.

## الإصدارات
| السلسلة                | تاريخ الإصدار  | اللون | الحجم        | التصميم                                        |
| ---------------------- | -------------- | ----- | ------------ | ---------------------------------------------- |
| الذكرى المئوية الثالثة | 1995           | أخضر  | 156 × 85 ملم | الوجه: والتر سكوت؛ الظهر: الفنون والثقافة      |
| الجسر                  | 17 سبتمبر 2007 | أخضر  | 156 × 85 ملم | الوجه: والتر سكوت؛ الظهر: عجلة فالكيرك         |
| البوليمر               | 1 يوليو 2021   | أحمر  | 146 × 77 ملم | الوجه: والتر سكوت؛ الظهر: عجلة فالكيرك وكيلبيز |

المعلومات مأخوذة من موقع لجنة المصرفيين الاسكتلنديين.

## روابط خارجية
- The Committee of Scottish Bankers website